# Elatophilus brimleyi
Elatophilus brimleyi är en insektsart som beskrevs av Kelton 1977. Elatophilus brimleyi ingår i släktet Elatophilus och familjen näbbskinnbaggar. Inga underarter finns listade i Catalogue of Life.